# Catch (canción)
«Catch» es el decimosexto sencillo editado por la banda británica The Cure, el segundo extraído de su álbum de 1987 Kiss Me, Kiss Me, Kiss Me. Alcanzó el puesto 16 en Irlanda y el 27 en la lista UK Singles Chart del Reino Unido.
Solo se lanzó como sencillo en Europa. Por ello, en Estados Unidos los lados B fueron autilizadas para la edición norteamericana de «Just Like Heaven».

## Lista de canciones
Sencillo de 7"
1. «Catch» - 2:43
2. «Breathe» - 4:47

Sencillo de 12"
1. «Catch» - 2:43
2. «Breathe» - 4:47
3. «A Chain Of Flowers» - 4:55

CD-Vídeo
1. «Catch» - 2:43
2. «Breathe» - 4:47
3. «A Chain Of Flowers» - 4:55
4. «Icing Sugar» (New Mix) - 3:20
5. «Catch» (Video) - 2:43

## Posicionamiento en listas
| Lista (1987)                          | Máxima posición |
| ------------------------------------- | --------------- |
| Alemania (Offizielle Deutsche Charts) | 59              |
| Irlanda (IRMA)                        | 16              |
| Países Bajos (Mega Single Top 100)    | 57              |
| Reino Unido (UK Singles Chart)        | 27              |

## Músicos
- Robert Smith — voz, guitarra, teclado
- Porl Thompson — guitarra, teclado
- Simon Gallup — bajo
- Boris Williams — batería, percusión
- Laurence Tolhurst — teclado